# Пирикио (Потенца)
Пирикио (итал. Pirricchio) је насеље у Италији у округу Потенца, региону Базиликата.
Према процени из 2011. у насељу је живело 23 становника. Насеље се налази на надморској висини од 878 м.